# Wieża Zegarowa na Wawelu
Wieża Zegarowa (Salomonowa) – jedna z trzech wież katedry wawelskiej, najwyższa budowla wzgórza wawelskiego.

## Historia
Jej budowę rozpoczęto w drugiej połowie XIV wieku, z fundacji Kazimierza Wielkiego, wykorzystując fundamenty stojącej w tym samym miejscu wieży drugiej katedry. Materiałem do jej powstania były ciosy wapienne. Budowę przerwano na wysokości około 16 metrów i wznowiono dopiero po 150 latach, staraniem kanonika Kapituły Krakowskiej Jana Salomonowicza, od którego wieża nazywana jest Salomonową. Materiałem była teraz czerwona cegła. Prace ukończono w roku 1522. Kolejnego podwyższenia wieży o jedną kondygnację dokonano w 1677 z funduszy pozostawionych przez biskupa Andrzeja Trzebickiego. Wieża otrzymała wówczas hełm, który zdobiło 12 złoconych łabędzi nawiązujących do rodowego herbu biskupa Trzebickiego. Niestety nie zachowała się żadna ikonografia wieży z tego czasu. Hełm został zniszczony w wyniku huraganu, który przeszedł nad Krakowem w nocy z 15 na 16 grudnia 1703. Obalony hełm upadł, niszcząc miedziane pokrycie dachu, przebijając sklepienie katedry tuż nad konfesją św. Stanisława.
Wieżę nakrywa obecnie barokowy hełm projektu architekta Kacpra Bażanki, wykonany na zamówienie bpa Kazimierza Łubieńskiego (1715–1716). W narożach widnieją posągi czterech świętych: Kazimierza, Wacława, Stanisława i Wojciecha. W przyziemiu wieży znajduje się kaplica Czartoryskich.

## Zegary
Pierwszy zegar zamontowano na wieży w roku 1521. Na jego tarczy zaznaczone były 24 godziny, doba rozpoczynała się wieczorem. Zegar posiadał jedną wskazówkę godzinową oraz wyposażony był w gong wybijający pełne godziny.
W 1602 roku wymieniono zegar na dwunastogodzinny z dobą rozpoczynającą się o północy. W latach 1613, 1629 przeprowadzano kolejne remonty mechanizmu zegara. W 1676 zdecydowano się na rozbiórkę starego mechanizmu w 1680 zastępując go obecnymi tarczami zegarowymi z herbami bpa Andrzeja Trzebickiego, zamontowanymi na północnej i zachodniej ścianie wieży. W 1681 roku wyposażono zegar w mechanizm wybijający kwadranse.
W 1899 roku na wieży zamontowano nowy mechanizm zegara, złożony z trzech zespołów odpowiedzialnych za chód wskazówki, gong wybijający pełne godziny, oraz gong wybijający kwadranse. Mechanizm ten, pracujący do dziś, wyposażony jest w obciążniki ważące po 120 kilogramów, zawieszone na linach wewnątrz wieży. Napęd nakręcany jest ręcznie, przy pomocy korby, co dwa dni.

## Galeria

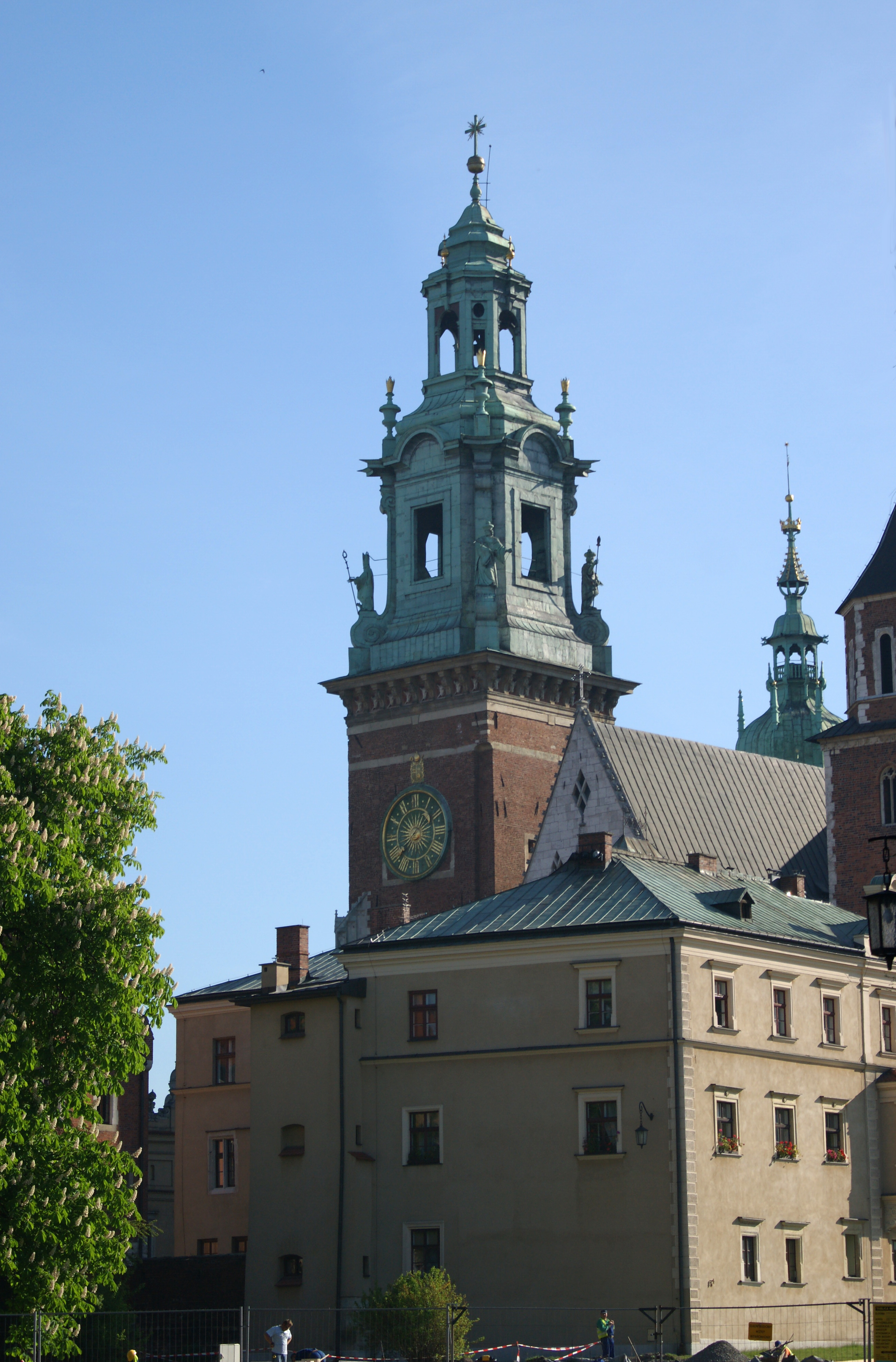
Wieża Zegarowa widziana od południowego zachodu
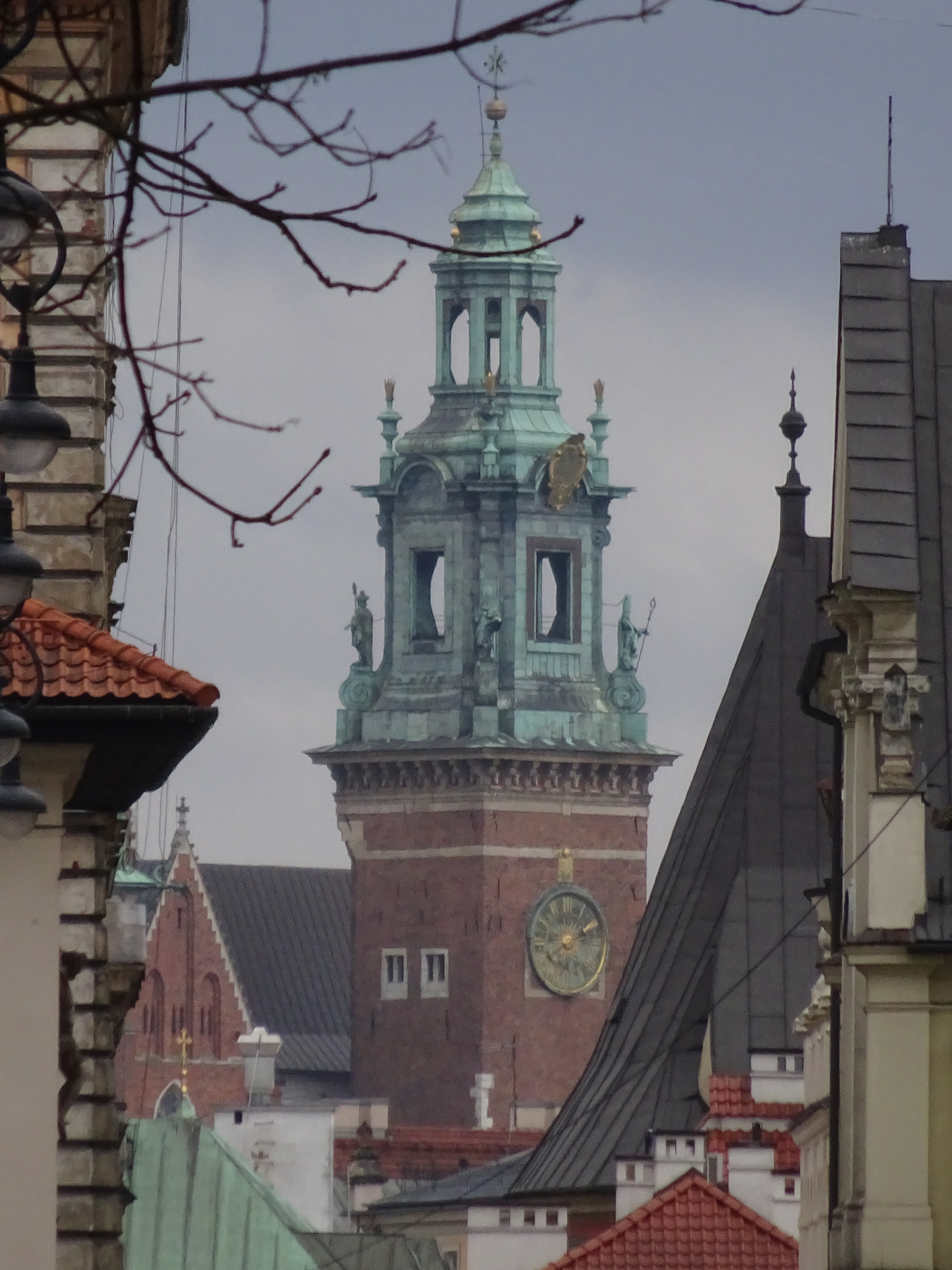
Widok z ul. Szpitalnej
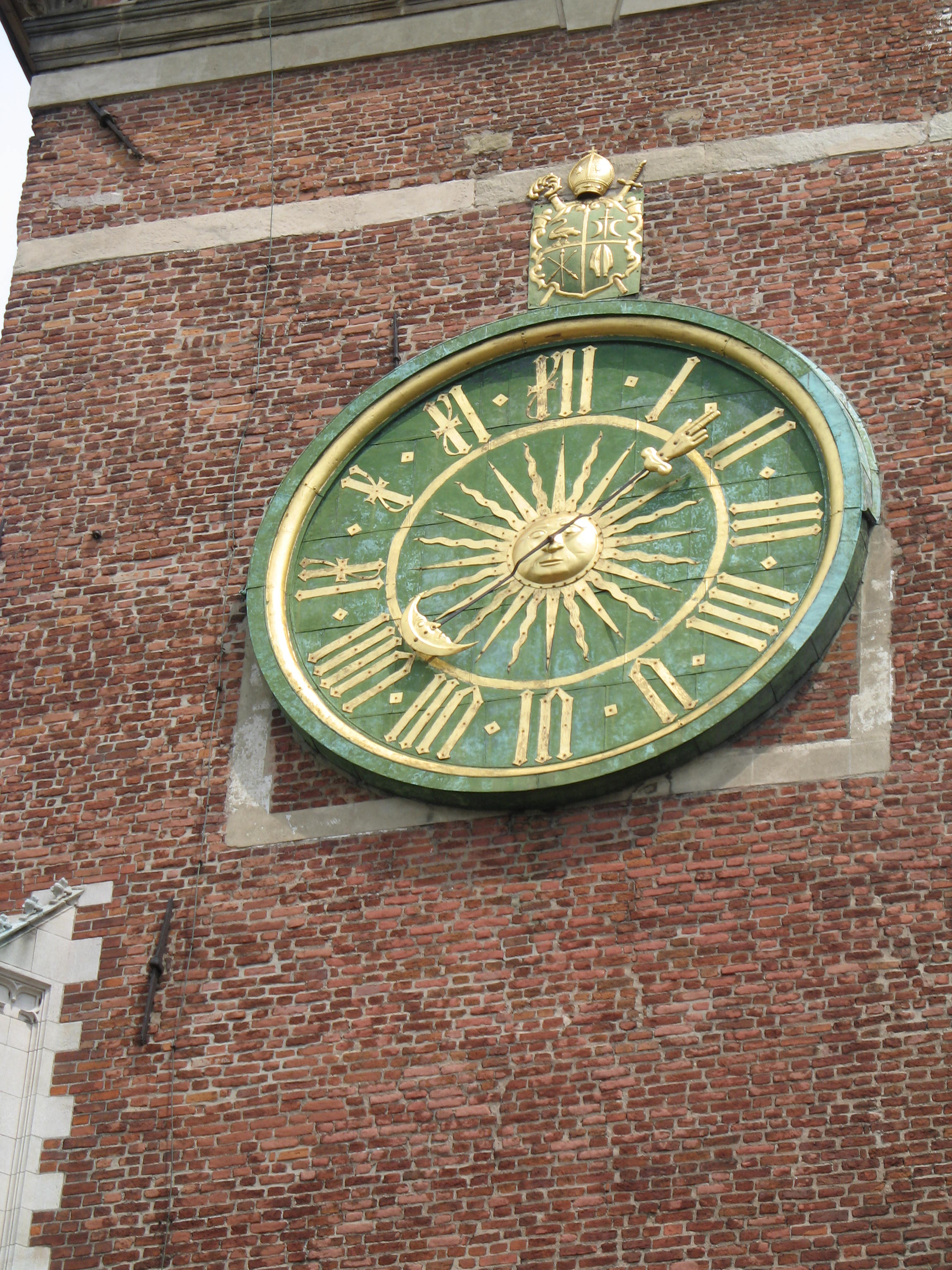
Zegar fronowy
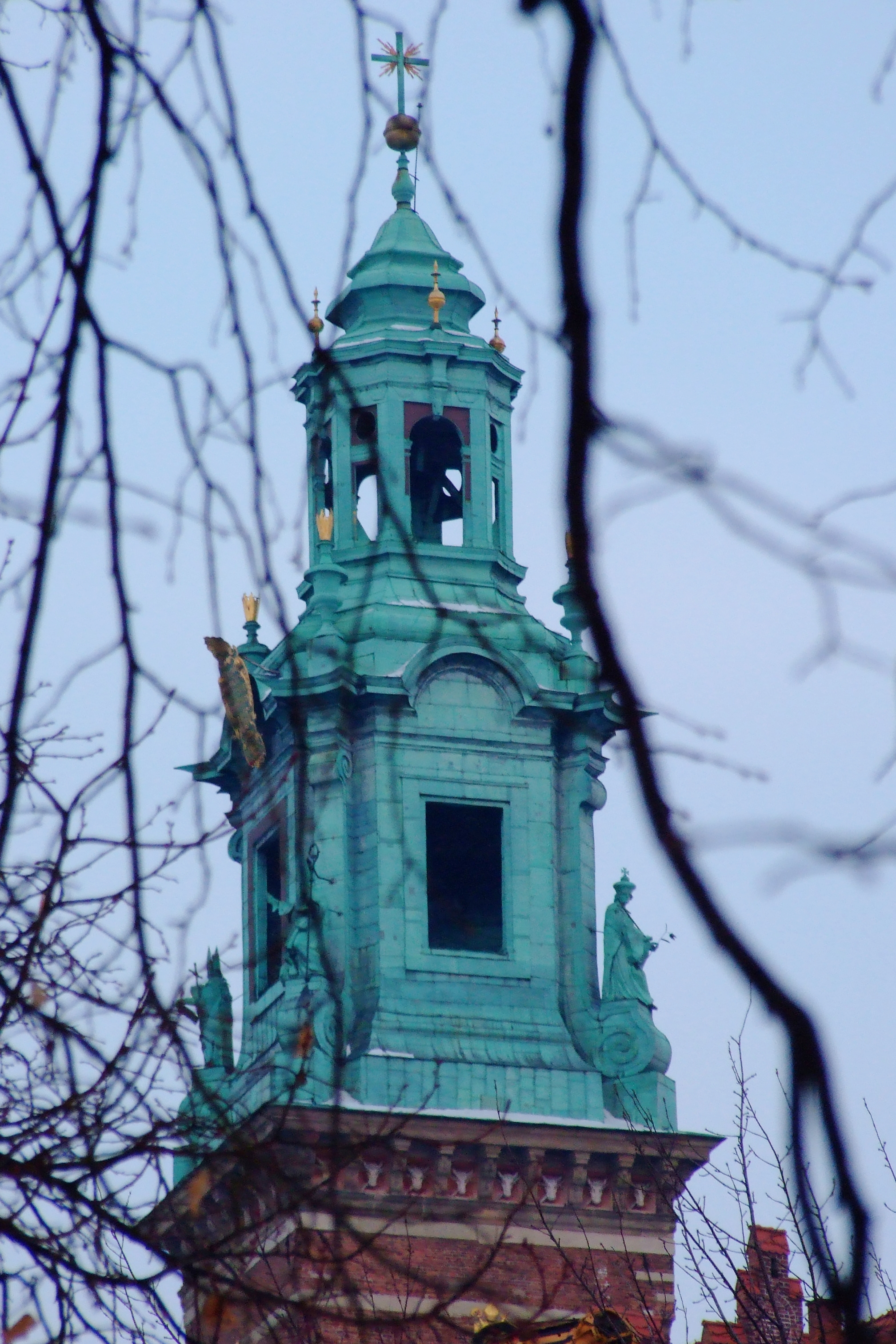
Hełm projektu Kacpra Bażanki
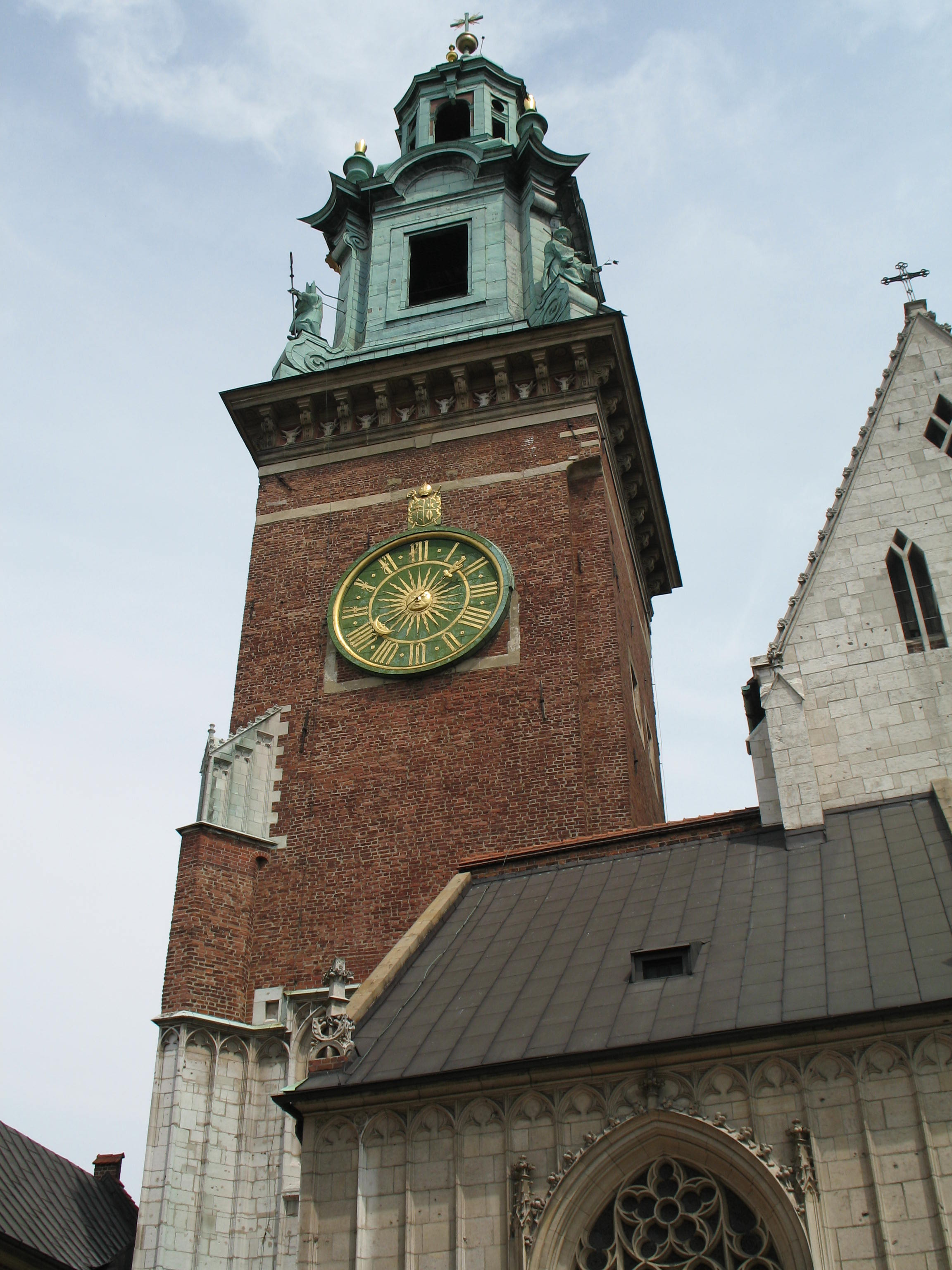
Wieża Zegarowa od frontu
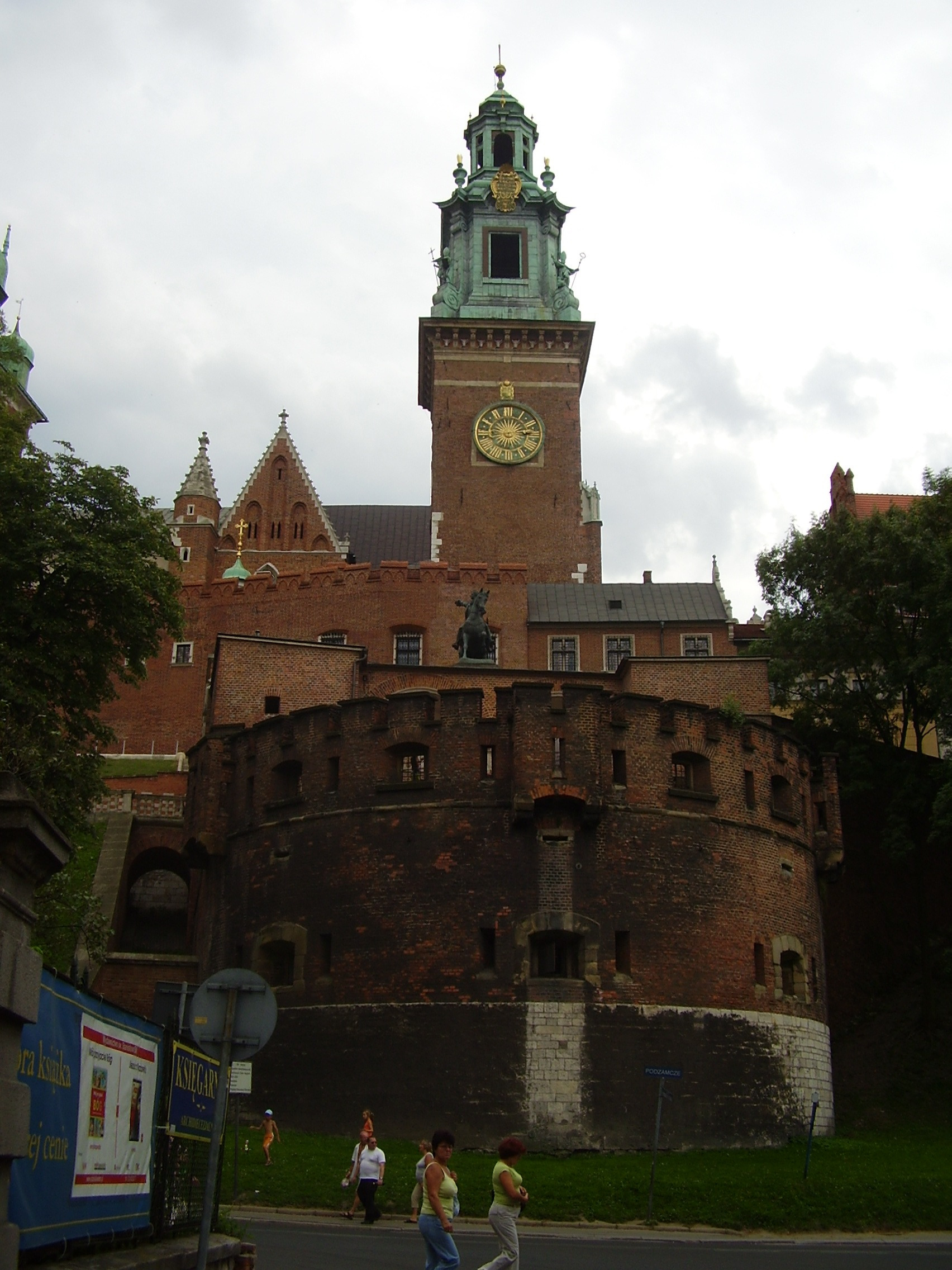
Widziana od strony ul. Straszewskiego
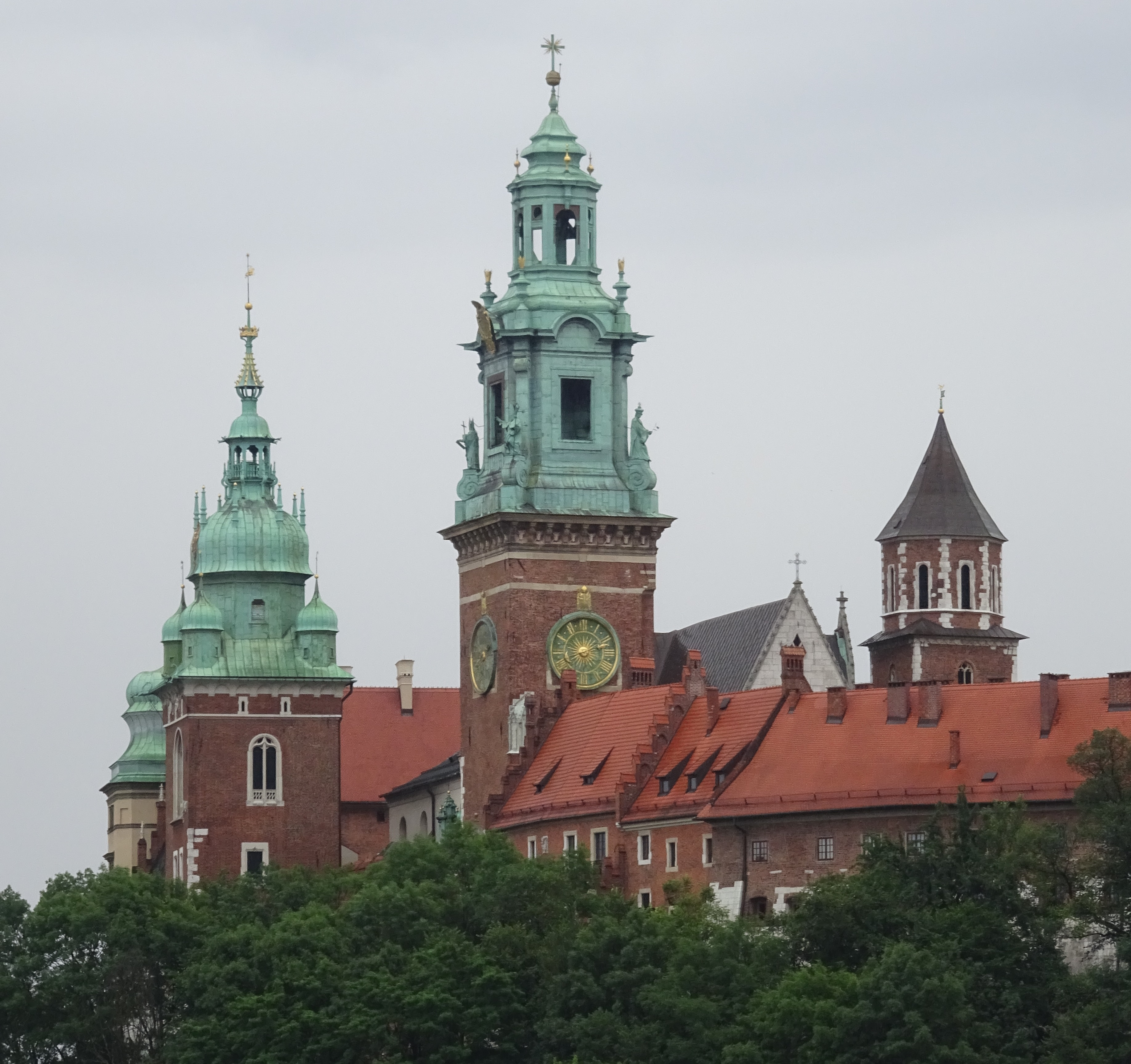
Wieża Zegarowa (w środku) po lewej Wieża Zygmuntowska a po prawej Wieża Srebrnych Dzwonów